# بكا بآفولا
بـِكــّا بآفولا (Pekka Paavola؛ تامبيري، 3 أغسطس 1933) سياسي فنلندي، وزير العدل في حكومة عام 1972 ، ومجرم مدان في قضايا متعددة.
كان بآفولا مدير مدينة تامبيري في 1969-1985. وكان وزير العدل في حكومة رافاييل بآسيو عام 1972 بدعم من الحزب الاشتراكي الديمقراطي. أدين بالفساد في سميت قضية نوبـّا في الثمانينات، عندما تم اكتشاف انه مذنب باساءة استخدام منصبه لتحقيق مكاسب شخصية. وكان بآفولا مدير في صحفية لهتيمييهت ولاحقا مجلة أوهتونيت كوفالهدت. تقاعد في عام 1996. عاد إلى الحياة السياسية عام 1992 عندما انتخب لمجلس مدينة تامبيري على قائمة برو تامبيري. وشكل لاحقاً مجموعة مستقلي تامبيري.
في عام 2002 ، أدين بتهمة الاحتيال الضريبي المغلظ. وحكم عليه ب10 أشهر سجناً مع وقف التنفيذ.
أقال مجلس المدينة بآفولا في عام 2002، ولكن تم انتخابه مرة أخرى في عام 2004. في ديسمبر 2006 انتخب رئيسا للمجلس بدعم من المحافظين والديمقراطيين المسيحيين ، الحزب الديمقراطي المسيحي، وحزب الوسط والرابطة الخصراء. ما تزال لديه سمعة طيبة بين الناس العاديين في تامبيري. ظل بمجلس مدينة تامبيري حتى عام 2008.
في 31 ديسمبر 2009 ، تلقى بآفولا حكماً بالسجن لأربعة أشهر مع وقف التنفيذ لشهادة الزور في قضية تتعلق بمايا ليسا لهتينن.